# 西山祐貴
西山 祐貴（にしやま ゆうき、1994年9月24日 - ）は、日本の柔道家。福岡県出身。階級は66kg級。身長166cm。血液型はO型。組み手は右組み。得意技は背負投。

## 経歴
柔道は9歳の時に花畑少年柔道クラブで始めた。その後、松前柔道塾に移った。中学からは柔道私塾の講道学舎に入塾すると、弦巻中学から日本学園高校に進んだ。
2014年、日体大2年の時には学生体重別66kg級で3位になると、講道館杯で決勝まで進むも、神港学園高校2年の阿部一二三に技ありで敗れた。
2017年には警視庁の所属になると、2018年の全国警察柔道選手権大会で優勝した。2019年には全国警察柔道選手権大会で2連覇すると、講道館杯では5年ぶりに決勝まで進むも、國學院大學2年の相田勇司に技ありで敗れたが、グランドスラム・大阪の出場権を得た。グランドスラム・大阪では準決勝で世界チャンピオンであるミキハウスの丸山城志郎に技ありで敗れるも3位に入った。

## 戦績
- 2014年 - 学生体重別 3位
- 2014年 - 講道館杯 2位
- 2015年 - 講道館杯 7位
- 2018年 - 全国警察柔道選手権大会 優勝
- 2018年 - 講道館杯 3位
- 2019年 - 体重別 3位
- 2019年 - 全国警察柔道選手権大会 優勝
- 2019年 - 講道館杯 2位
- 2019年 - グランドスラム・大阪 3位
- 2022年 - 全日本強化選手選考会 3位

（出典、JudoInside.com）